# Diana Andalo
Diana Andalo (ur. w 1201 w Bolonii, zm. 10 czerwca 1236 tamże) – mniszka dominikanka, włoska błogosławiona Kościoła rzymskokatolickiego.

## Życiorys
Urodziła się w 1201 roku w zamożnej, włoskiej rodzinie. Jej bratem był Loderigo d’Andalo, a dziadkiem Piotr Lovello, który zezwolił na osiedlenie się w Bolonii pierwszym dominikanom. Wierzy się, że na decyzję wpłynęła właśnie Diana po spotkaniu ze św. Dominikiem. Na jego ręce złożyła śluby zakonne, jednakże decyzję tę zatrzymał biskup, który nie pozwolił na założenie nowego klasztoru. 22 lipca 1221 wstąpiła do klasztoru.
W 1223 r. przybyła do Rzymu, gdzie wraz ze swymi towarzyszkami założyła nowy dom zakonny.
Zmarła 10 czerwca 1236 w opinii świętości.
Beatyfikował ją papież Leon XIII 8 sierpnia 1888.
Zachowano listy Jordana z Saksonii do Diany, w których zawarte zostały wskazówki dotyczące kierownictwa duchownego. Uznane zostały za pomnik pierwotnej duchowości dominikańskiej.